# Nanfu Wang
Nanfu Wang (xinès (Xina): 王男栿)  (Jiangxi, 1985) és una cineasta estatunidenca nascuda a la Xina. La seva pel·lícula de debut, Hooligan Sparrow, es va estrenar al Festival de Cinema de Sundance el 2016 i va ser finalista per a l'Oscar a la millor pel·lícula documental el 2017. La seva segona pel·lícula, I Am Another You, es va estrenar al Festival de Cinema de SXSW el 2017 i va guanyar dos premis especials del jurat i la seva tercera pel·lícula, One Child Nation, va guanyar el Gran Premi del Jurat al llargmetratge documental al Festival de Cinema de Sundance 2019. Wang ha rebut el Premi Vilcek 2021 per a la «Promesa Creativa en la Realització de Cinema», de la Fundació Vilcek.

## Joventut
Wang va néixer en un petit poble agrícola rural el 1985 a la província de Jiangxi (江西省), Xina. Els seus pares la van anomenar «Wang Nanfu» (xinès: 王男栿), ja que Nan (男) significa «home» i Fu (栿) significa «pilar» en mandarí, amb l'esperança que la noia creixi forta com un home. Quan Wang tenia 12 anys, va perdre el seu pare (tenia 33 quan va morir) i es va veure obligada a abandonar l'escola per treballar perquè pogués mantenir la seva família. La família de Wang no es podia permetre el luxe d'enviar-la a l'educació secundària. En canvi, es va matricular a una escola de formació professional i finalment va començar a treballar com a mestra en una escola d'educació primària.

## Educació
Amb diversos anys d'experiència laboral, Wang va estudiar literatura anglesa al programa d'educació contínua d'una universitat local. Després d'això, se li va concedir una beca completa per estudiar a la Universitat de Xangai (上海大学) mentre estava inscrita en un programa de postgrau en llengua i literatura angleses. Més tard, es va interessar pel cinema i va tornar a l'escola per estudiar-lo. Va estudiar comunicació a la Universitat d'Ohio i té un màster en documental a l'escola de periodisme de la Universitat de Nova York.

## Carrera professional i filmografia

### Hooligan Sparrow
Hooligan Sparrow (2016) va ser el primer documental de Wang. Explica la història d'activistes de drets humans xinesos que lluiten per retre comptes als funcionaris del govern que presumptament van agredir sexualment a diverses noies. Quan Wang filma els activistes, es converteix en objecte d'assetjament per part dels actors estatals que van reacciona als esforços de Wang per documentar el treball dels activistes.
Wang ha afirmat que va crear la pel·lícula perquè «estava interessada en molts, molts temes com el sistema sanitari i el sistema educatiu a la Xina perquè no vaig anar a l'institut ni a la universitat a la Xina. Un altre tema que m'interessava eren les treballadores sexuals perquè, com he dit, vaig créixer en un poble i havia vist moltes dones del poble que no tenien accés a l'educació i s'acaben convertint en treballadores sexuals perquè no ho tenen habilitats, no tenien estudis i van ser realment discriminades. Per tant, volia fer una pel·lícula sobre les treballadores sexuals més pobres del país, però també sabia que seria difícil accedir-hi. Conec Hooligan Sparrow, el seu nom és Ye Haiyan, des de fa molt de temps a través de les xarxes socials, però en aquell moment no l'havia vist mai en persona».
Quan va crear la pel·lícula, Wang no era conscient que això la convertiria en un objectiu per a la vigilància del govern, i després va afirmar que «sabia molt poc sobre el món dels activistes». Wang ha assenyalat que els seus familiars i amics van ser vigilats i interrogats per agents que van preguntar si la coneixien o no, el seu parador i les seves accions actuals.

### I Am Another You
El seu documental I Am Another You (2017) segueix un jove vagabund anomenat Dylan que ha escollit voluntàriament viure com un sensesostre.

### One Child Nation
El seu documental One Child Nation (2019) examina les conseqüències de la política del fill únic de la Xina, que es va implementar entre 1979 i 2015.

### In the Same Breath
El seu documental In the Same Breath (2021) analitza com van reaccionar els governs xinès i estatunidenc davant l'esclat de la pandèmia de la COVID-19.

## Principals contribucions i premis
La pel·lícula Hooligan Sparrow de Wang es va projectar a festivals de més de 25 països, com ara Sundance, Hot Docs, Sheffield, Full Frame i Human Rights Watch Film Fest. La seva pel·lícula I Am Another You es va estrenar a SXSW l'any 2017 i va guanyar el premi LUNA Chicken & Egg a la millor pel·lícula documental dirigida per una dona i el premi especial del jurat de SXSW a l'excel·lència en narració documental. Wang és beneficiari del Fons de Documentals de Sundance i el Fons de Periodisme Bertha Britdoc, la cineasta suportada per Sundance i IFP. També va ser col·locada a la llista final de l'Oscar 2016 pel llargmetratge documental per Hooligan Sparrow. Wang va ser guardonada per l'Associació Internacional de Documentals amb el Premi Cineasta Emergent 2016. El seu tercer llargmetratge, One Child Nation, va guanyar el Gran Premi del Jurat al llargmetratge documental al Festival de Cinema de Sundance 2019. Wang va rebre el Premi Vilcek 2021 a la Promesa Creativa en la Realització de Cinema de la Fundació Vilcek, «per l'impacte i el coratge dels seus fascinants documentals».
Wang va ser una dels 21 destinatàries de la beca MacArthur el 2020.
El 2021 va ser seleccionada com a membre del jurat del BIFF Mecenat Award al 26è Festival Internacional de Cinema de Busan que es va celebrar a l'octubre.
El desembre de 2021, va ser inclosa a la llista de les 100 dones de 2021 de la BBC.

## Vida personal
Wang està casada i té un fill (nascut cap al 2017). Ella resideix a Nova Jersey.